# 정 (중국 성씨)
정(丁[dīng], 程[chéng])은 중국의 성씨이다.

## 丁
정(丁[dīng]) 성은 중국 《백가성(百家姓)》177위이며, 중국 성씨 인구 48위이다. 
주(周)나라의 제후국으로 제(齊)나라가 있었는데, 제나라의 초대 제후(諸侯)가 태공(太公)이고, 그 아들인 급(伋)이 제2대 제후가 되었다. 그의 시호(諡號)가 정공(丁公)인데 그 지손(支孫)이 시호인 정(丁)을 성(姓)으로 삼았다. 현재 중국에서는 정(丁[dīng])씨를 제양당(齊陽堂) 정(丁)씨라 칭한다.

## 程
- 程 - 황제 후손 (송나라 정호, 정이 형제)

## 같이 보기
- 丁姓
- 程姓